# Peter Swan
Peter Swan (South Elmsall, 1936. október 8. – Chesterfield, 2021. január 21. vagy előtte) válogatott angol labdarúgó.

## Pályafutása

### Klubcsapatban
1953 és 1964 között a Sheffield Wednesday labdarúgója volt. 1964-ben az angol fogadási csalásban való részvételéért nyolc évre eltiltották a játéktól. 1972–73-ban ismét a Sheffield Wednesday játékosaként tért vissza. 1973–74-ben a Bury csapatában fejezte be az aktív labdarúgást.

### A válogatottban
1960 és 1962 között 19 alkalommal szerepelt az angol válogatottban. Részt vett az 1962-es világbajnokságon.

### Edzőként
1974 és 1976 között a Matlock Town, 1976–77-ben a Worksop Town, 1977–78-ben a Buxton, majd 1980–81-ben ismét a Matlock Town edzője volt.